# Laeticia Kikonyogo
Laetitia Eulalia Mary Mukasa Kikonyogo (2 septembre 1940 - 23 novembre 2017), est une avocate et juge ougandaise. Avant de prendre sa retraite de la magistrature, elle est membre de la Cour d'appel de l'Ouganda (en), qui fait également office de Cour constitutionnelle de l'Ouganda. Pendant son séjour, elle occupe le poste de juge en chef adjointe de l'Ouganda.

## Formation
Elle fréquente l'école primaire pour filles de Busuubizi, dans l'actuel district de Mityana, de 1948 à 1952. Elle est ensuite transférée au Trinity College Nabbingo (en) pour ses études de niveau O, de 1953 à 1958. Elle termine ses études secondaires au King's College Budo (en), où elle étudie de 1959 à 1960, et réussit ses examens finaux de niveau A.
En 1964, elle rejoint l'université Makerere, obtenant en 1968 un Bachelor of Arts (BA). À cette époque, Makerere est un collège constituant de l'université de Londres. Elle se rend au Royaume-Uni pour une maîtrise en sociologie et anthropologie sociale. Cependant, après un an au Somerville College d'Oxford, elle obtient un diplôme en anthropologie sociale .
Elle étudie à l'Inner Temple et y obtient un baccalauréat en droit. Elle poursuit ses études au Council of Legal Education (en) et est admise au barreau en Angleterre en 1968.

## Carrière
En tant que juge en chef adjoint de l'Ouganda, la juge Kikonyogo a été classée sixième personne la plus puissante de la vie publique ougandaise. Les six (6) fonctionnaires publics les plus importants en Ouganda sont : 
1. Le président ;
2. Le vice-président ;
3. Le Président du Parlement ;
4. Le juge en chef ;
5. Le vice-président du Parlement ;
6. Le juge en chef adjoint[4].

Elle occupe divers postes de responsabilité tant au sein de l'Église catholique que de la magistrature. Elle est la première femme magistrat ougandaise de grade I en 1971-1973; la première femme magistrat en chef entre 1973 et 1986; la première femme à être nommée juge à la Haute Cour en 1986 et a également siégé à la Cour d'appel,l.
Elle est ensuite nommée première femme juge en chef adjointe de l'Ouganda. Dans l'Église catholique, elle est nommée Dame pontificale par le pape Benoît XVI. Elle est l'une des premières femmes chevaliers pontificaux de l'histoire de l'Église catholique en Afrique,.
À son retour du Royaume-Uni après ses études à l'étranger, elle enseigne, pendant un certain temps, à «l'Institute of Public Administration», le précurseur de l'Uganda Management Institute (en) à Kampala.

## Décès
La juge Kikonyogo est décédée le 23 novembre 2017 d'une crise cardiaque apparente alors qu'elle est transportée d'urgence à l'hôpital. Au moment de sa mort, elle avait 77 ans. Joseph Kyagulanyi Kikonyongo, le mari de la défunte a déclaré que sa femme n'avait jamais souffert d'hypertension artérielle. Selon le mari, la juge Kikonyogo avait été malade pendant plus de cinq ans avant sa mort et avait fait l'objet d'une surveillance et d'un traitement constants pour parkinsonisme .

## Autres considérations
Laeticia Kikonyogo est la première femme ougandaise à occuper le poste de magistrat de grade 1, de 1971 à 1973. Elle est la première femme du pays à occuper le poste de magistrate en chef entre 1973 et 1986. Elle est nommée à la Haute Cour ougandaise en 1986, étant la première femme à occuper ce poste. Plus tard, lorsqu'elle est nommée à la Cour d'appel et à la Cour constitutionnelle de l'Ouganda, elle est la première femme à occuper ce poste. Plus tard, elle est la première femme juge en chef adjointe de l'Ouganda,,.
En 2002 elle est présidente de l'Association internationale des femmes juges,.